# 維拉爾巴 (波多黎各)
維拉爾巴（西班牙語：Villalba）是波多黎各的城鎮，位於該島中南部，始建於1917年，面積97平方公里，海拔高度155米，主要經濟活動是農業和工業，2010年人口26,073，人口密度每平方公里270人。